# 7. Feld-Division
7. Feld-Division foi uma divisão de campo da Luftwaffe que prestou serviço durante a Segunda Guerra Mundial, combatendo com a Heer. Depois de sofrer pesadas baixas no final de 1942, o que restou da divisão foi absorvido pela 15. Feld-Division.

## Comandantes
- Wolf Freiherr von Biedermann, 9 de Outubro de 1942 - 28 de Novembro de 1942[2]
- August Kleßmann, 28 de Novembro de 1942 - 3 de Janeiro de 1943[2]
- Willibald Spang, 3 de Janeiro de 1943 - Fevereiro de 1943[2]